# 双岩駅 (咸鏡南道)
双岩駅（サンアムえき）は朝鮮民主主義人民共和国咸鏡南道利原郡に位置する朝鮮民主主義人民共和国鉄道省平羅線の駅である。

## 歴史
- 1927年12月1日：開業[1]。